# Auditoriologie
Auditoriologie (od lat. auditorium, posluchárna, hlediště) je multidisciplinární vědní obor, který se zabývá divadelními, koncertním i atd. sály. Zabývá se vzájemnými vazbami a řešením stavebně technických, materiálových, architektonických, prostorových, hygienických, ergonomických, světelných, optických, akustických a jiných podmínek divadelních, koncertních, promítacích a přednáškových sálů. 
Sleduje také jejich časové vytížení i ekonomiku provozu.